# Gerard Alberts
Gerard Alberts (1954) is een Nederlandse historicus van de wiskunde en informatica, die aan de Universiteit van Amsterdam geschiedenis van de wiskunde en van de informatica doceert. Zijn specialisme is de geschiedenis van kwantificatie en rationalisatie in de twintigste eeuw. In de computergeschiedenis is de geschiedenis van software zijn specialiteit.
Alberts studeerde wiskunde aan de Universiteit van Amsterdam en promoveerde hier in 1998 met het proefschrift Jaren van berekening: Toepassingsgerichte initiatieven in de Nederlandse wiskunde-beoefening 1945-1960 over de samenhang tussen de opkomst van het wiskundig modelleren en de cultuurverandering in de samenleving in de jaren 1950. Hij belicht in het bijzonder het werk van Jan Tinbergen, Jan Burgers en David van Dantzig.
Alberts gaf les in de geschiedenis van de wiskunde, geschiedenis van de informatica en wetenschap en samenleving aan de Universiteit Twente, de Radboud Universiteit en de Universiteit van Amsterdam. Hij werkte eerder als coördinator Wetenschap en Samenleving aan de Radboud Universiteit van 1992 tot 2007, en als senior onderzoeker aan het Centrum voor Wiskunde en Informatica in Amsterdam. Alberts is nu verbonden aan de Universiteit van Amsterdam en geeft leiding aan het European Science Foundation-project "Software for Europe".

## Publicaties
Alberts heeft verschillende boeken en artikelen gepubliceerd over informatica, logica, systeemtheorie en wiskunde, en hun historie en vertegenwoordigers. Boeken, een selectie:
- 1998. Jaren van berekening: Toepassingsgerichte initiatieven in de Nederlandse wiskunde-beoefening 1945-1960, Universitaire pers Amsterdam. In het Engels: Calculative Years; Application-Oriented Initiatives in Dutch Mathematics 1945-1960.
- 2000. Twee Geesten van de Wiskunde, CWI Amsterdam. In het Engels The Dual Spirit of Mathematics; A Biography of David van Dantzig 1900-1959
- 2002. Wiskunde & duurzame ontwikkeling : duurzame ontwikkeling en de rol van het wiskundig denken, ism. Dorri te Boekhorst, Nijmegen.
- 2005. History of the software industry: the challenge, Gerard Alberts (redactie), CWI Amsterdam.
- 2010. Appropriating America; Americanization in the history of European computing, Gerard Alberts (ed),Annals of the History of Computing, Special Issue 32-2, April-June 2010

Artikelen, een selectie:
- 1994. On connecting Socialism and Mathematics: Dirk Struik, Jan Burgers and Jan Tinbergen, in: Historia Mathematica, 21 (1994), pag. 280-305.
- 2001. Historicus voor groot publiek en vakgenoten over het werk van Dirk Jan Struik.
- 2002. Duurzame ontwikkelingen de rol van het wiskundig denken, Katholieke Universiteit Nijmegen, zomer 2002.
- 2003. Snippers met formules ism Teun Koetsier en Godelieve Bolten.